# Солодовня

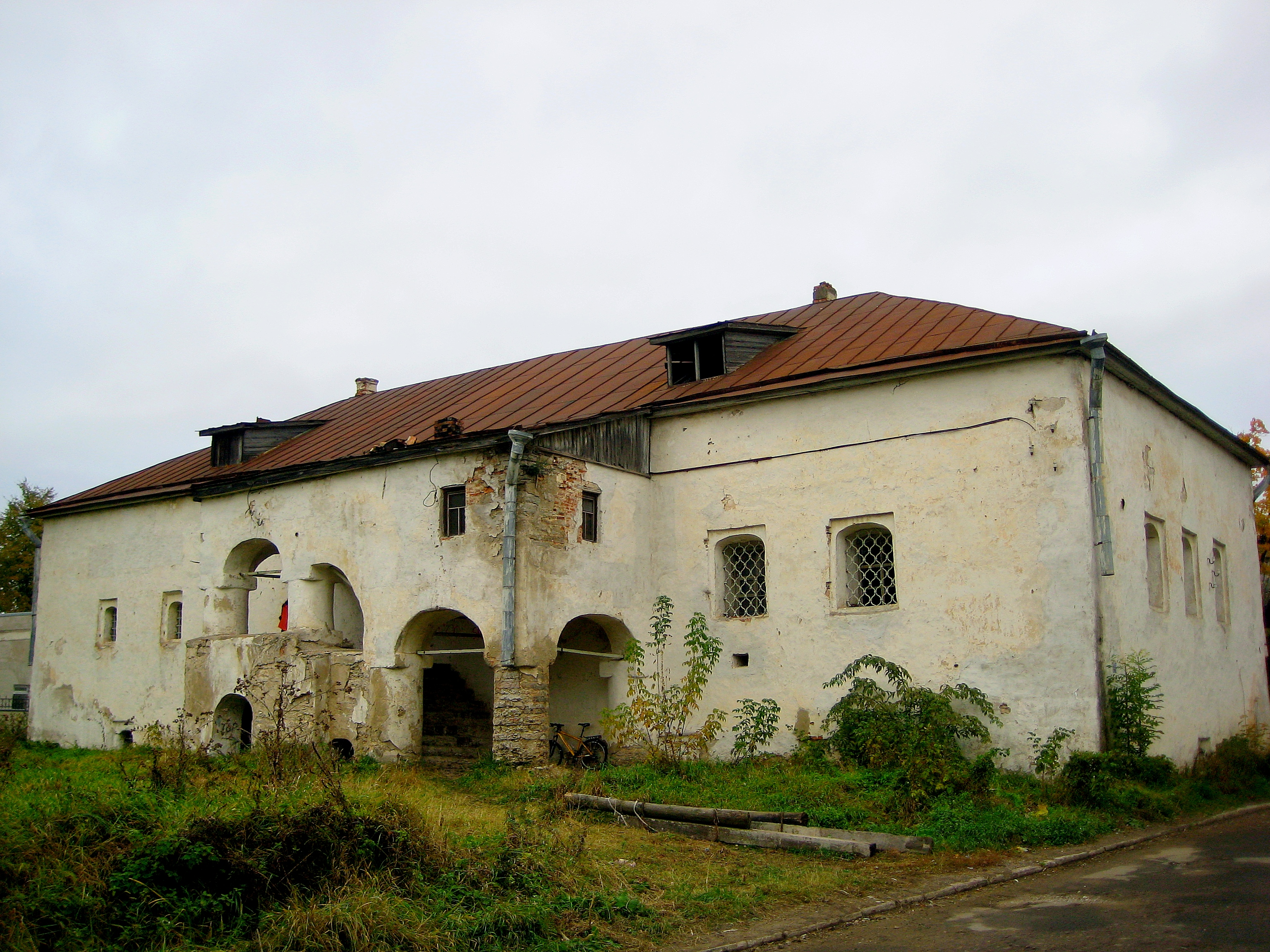
Солодовня в Пскове

Солодовня — помещение, строение, где готовят зерно для солода. В солодовне осуществляется процесс соложения — проращивание зерна (преимущественно ячменя, пшеницы) с последующим высушиванием. В раннем Средневековье солод готовили прямо на пивоварнях, но с развитием специализации солодовничество выделилось в отдельное ремесло.

## Технология

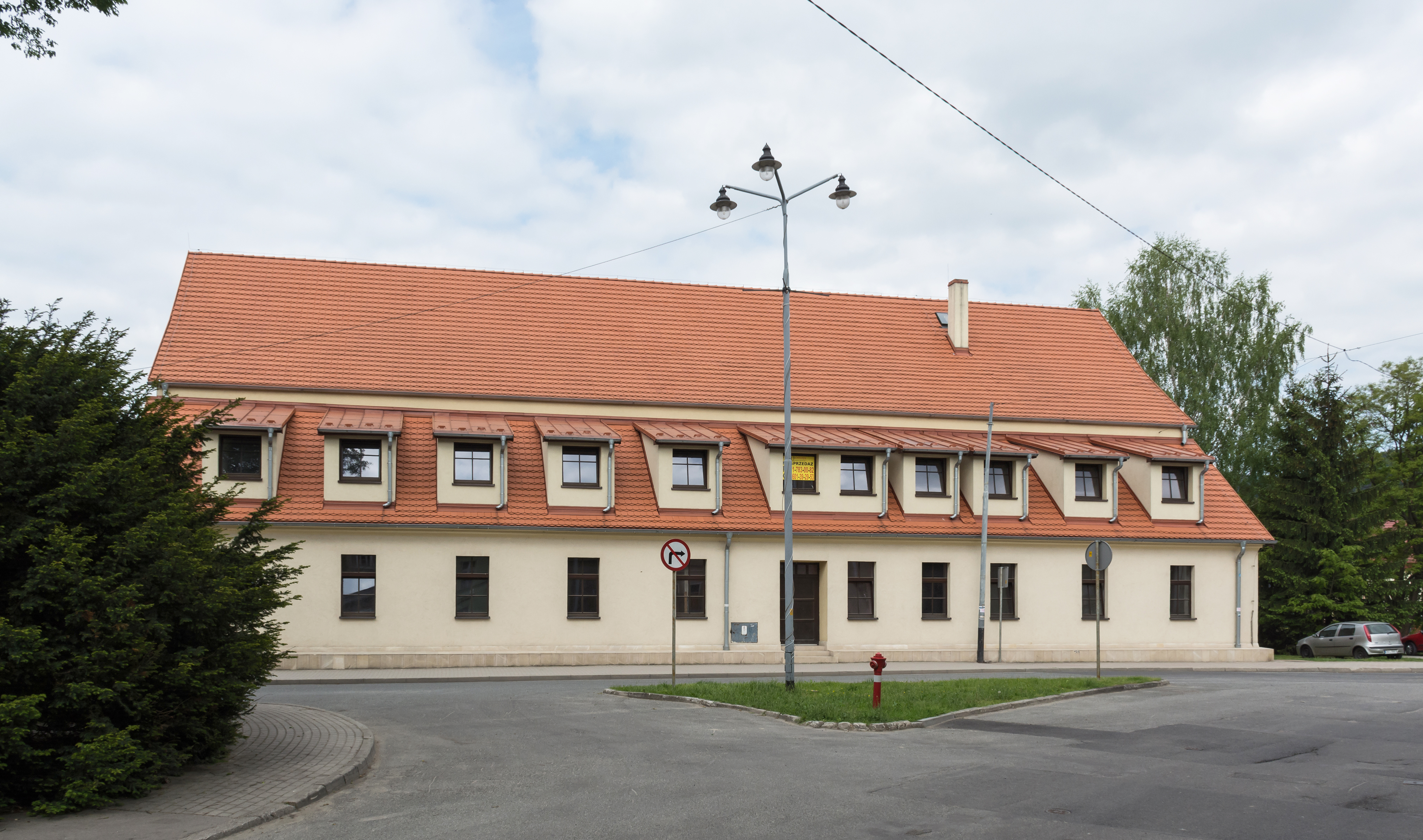
Историческая солодовня в Лёндеке-Здруе

### Токовое соложение

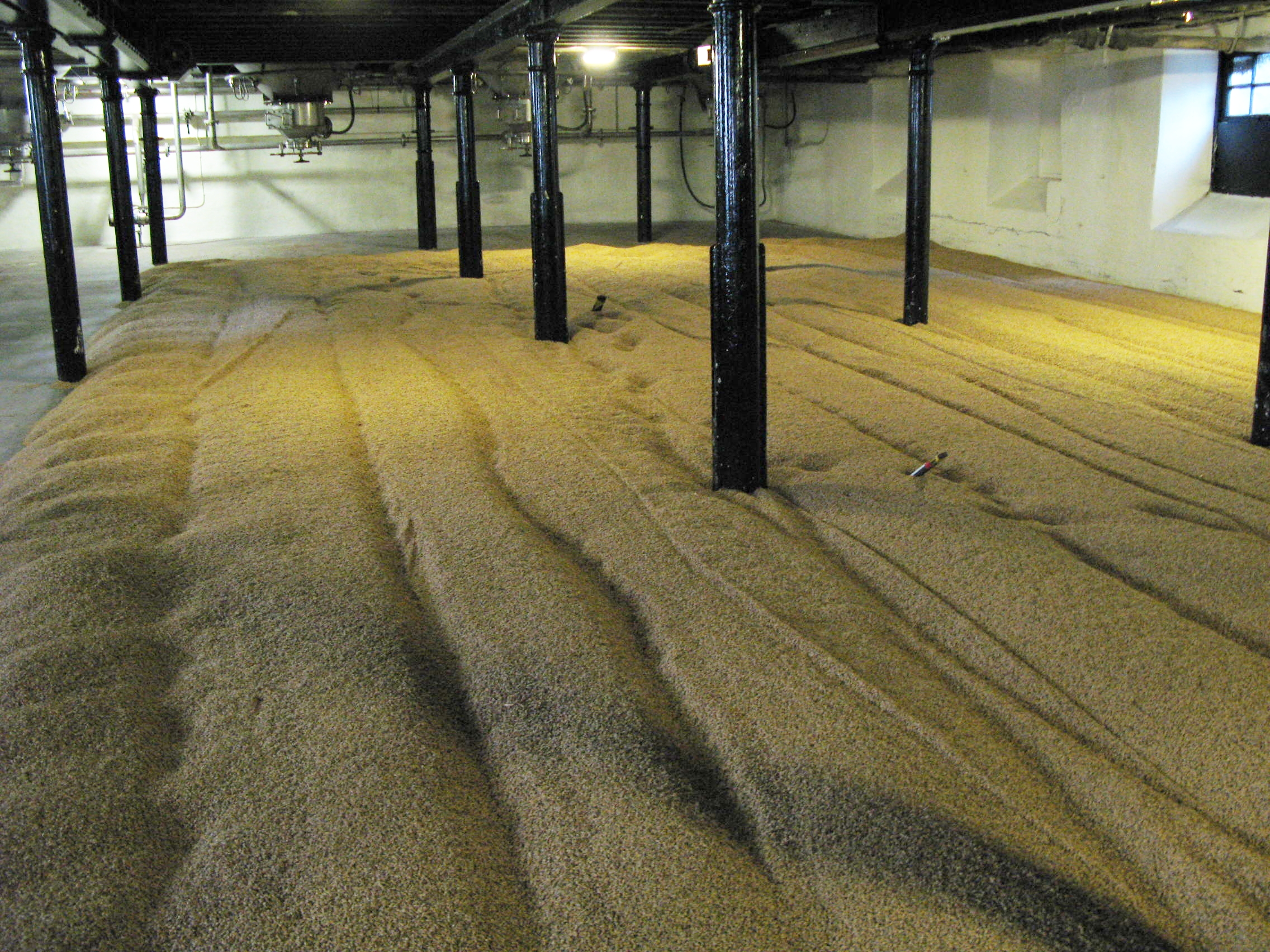
Проращивание солода на току

При токовом соложении зерно сначала подвергали замачиванию в течение одного или нескольких дней. Замачивание осуществлялось в выложенных кирпичом или камнем ёмкостях глубиной 1 метр, иногда покрытых свинцом. Во время этого процесса объём сырья увеличивался на 25 %.
Затем вода сливалась, зерно ссыпалось слоем 30—40 см в другую ёмкость, где начиналось выделение тепла и прорастание. Это занимало 1—2 дня, в зависимости от сезона и местной практики.

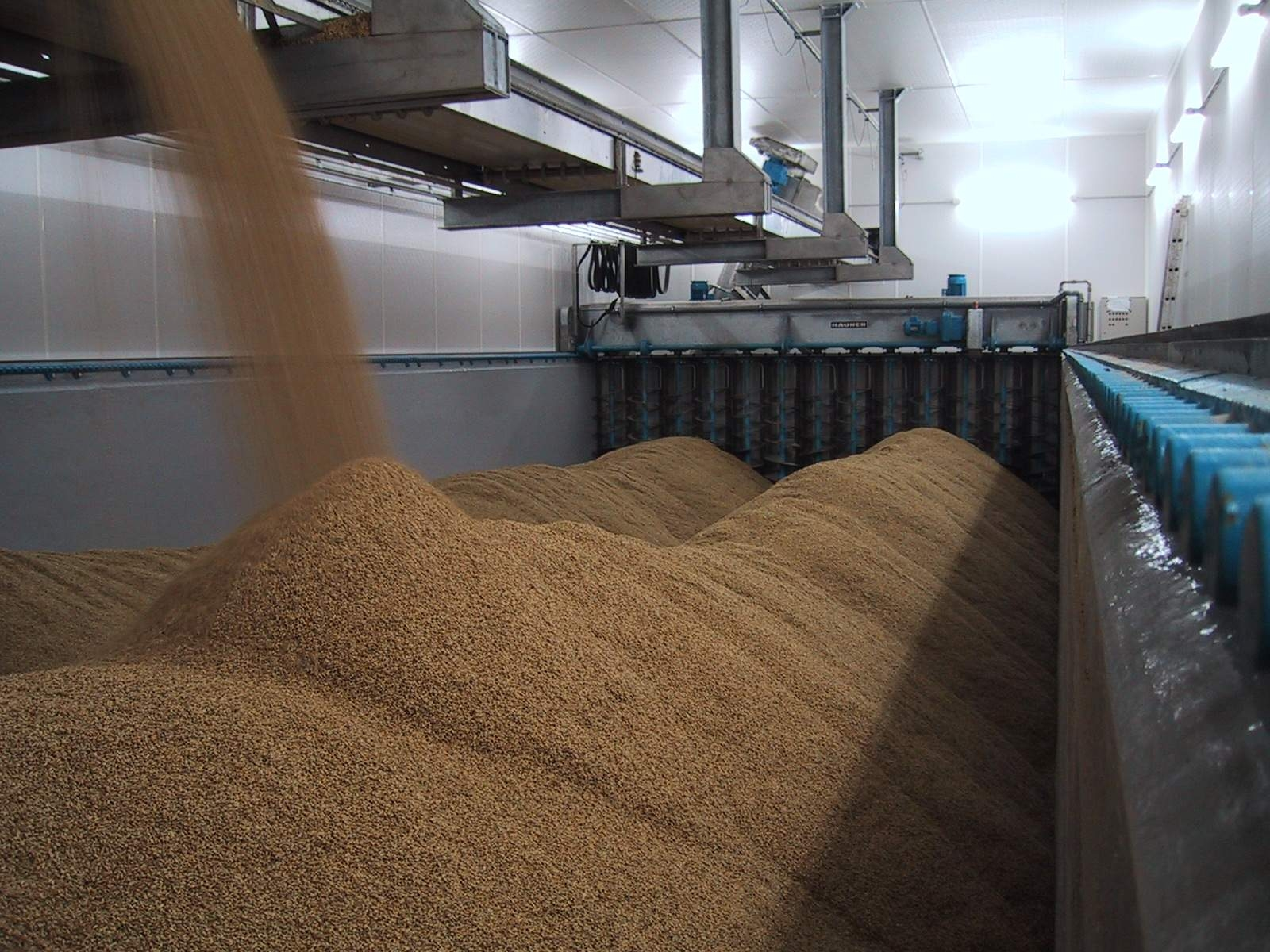
Ссыпание зерна в ящик Саладина, Зангерхаузен

Далее зерно высыпалось слоем на ровную площадку (так называемый солодовый ток), глубина определялась температурой, но должна была быть достаточной, чтобы способствовать росту. Для достижения равномерного роста зерно регулярно перемешивали. По истечении около 14 дней пророщенные зерна начинали прогревать у печи, обеспечивая при этом вентиляцию. Затем снова зерно высыпали на ток; через 1—2 дня оно начинало испускать приятный запах, появлялись корешки. Через пару дней начинал расти будущий стебель, ядро становилось рыхлым и приобретало сладкий вкус. Проращивание продолжалось, слой зерна делали тоньше. Процесс останавливали, прежде чем побег выйдет из оболочки : на этой стадии большая часть крахмала в зерне превращается в мальтозу, после чего зерно высушивали на току. Искусство солодовника состояло в умении регулировать изменения в зерне, адаптировать процесс к климатическим условиям.

### Соложение методом Саладина
Этот метод изобрёл французский инженер Шарль Саладин (Саладен, фр. Charles Saladin). Ячмень замачивается на час, всплывшие зёрна удаляются. Далее зерно замачивается на 2 часа для удаления прилипших частиц и пыли. Следующий этап — предварительное помещение в циркулирующую воду на 30 минут, промывание в свежей воде с удалением всплывших частиц. Затем следует сухое замачивание с отводом углекислого газа в течение 4 часов. После нескольких последовательных сухих и влажных циклов замачивания зерно перемещают в ящик Саладина.